# Laccataris Demeter
Laccataris Demeter (Laecataris Demeter/Lakkatari Demeter, névváltozat: Dömötör) (Bécs, 1798. – Pest, 1864. december 24.) görög származású osztrák portréfestő.

## Életpályája
Debrecenben és Bécsben tanult J. Danhausernél. 1835-től Pesten élt; portrékat és oltárképeket festett, de cégtáblák festésén is dolgozott pesti vendégházak számára. Egy arcképe Öreg férfi címmel a Szépművészeti Múzeumban látható. Reprezentatív gyűjteménye a Magyar Nemzeti Galériában van kiállítva. Pesten halt meg.

## Művei

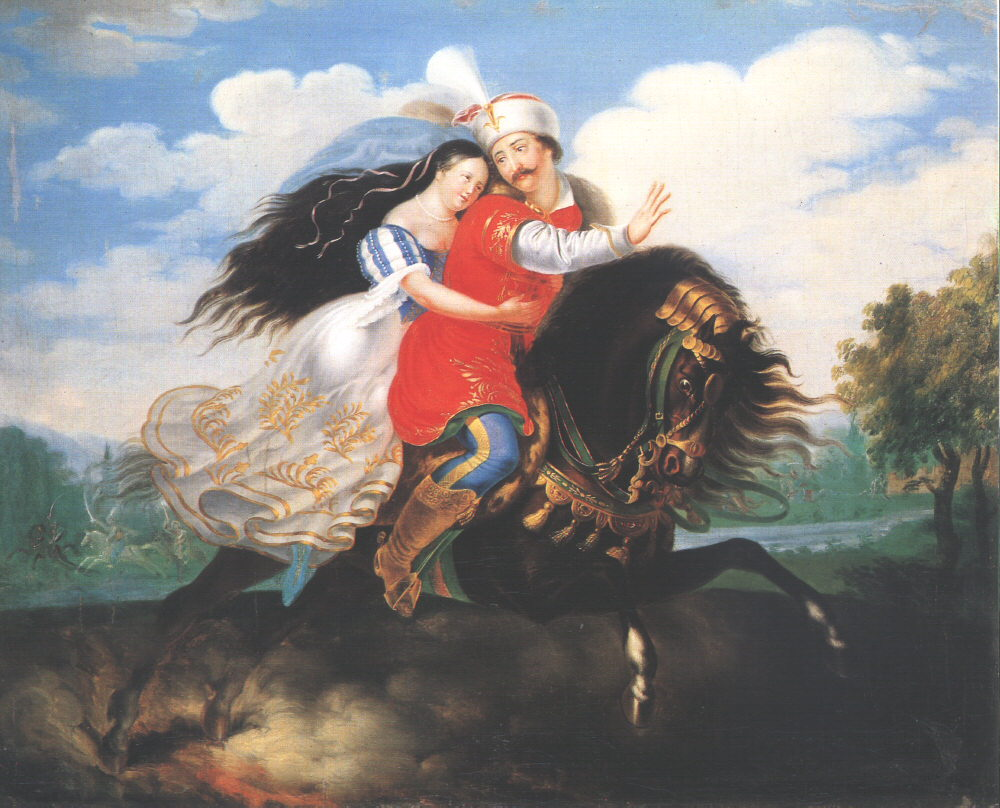
Dobozi Mihály menekülése

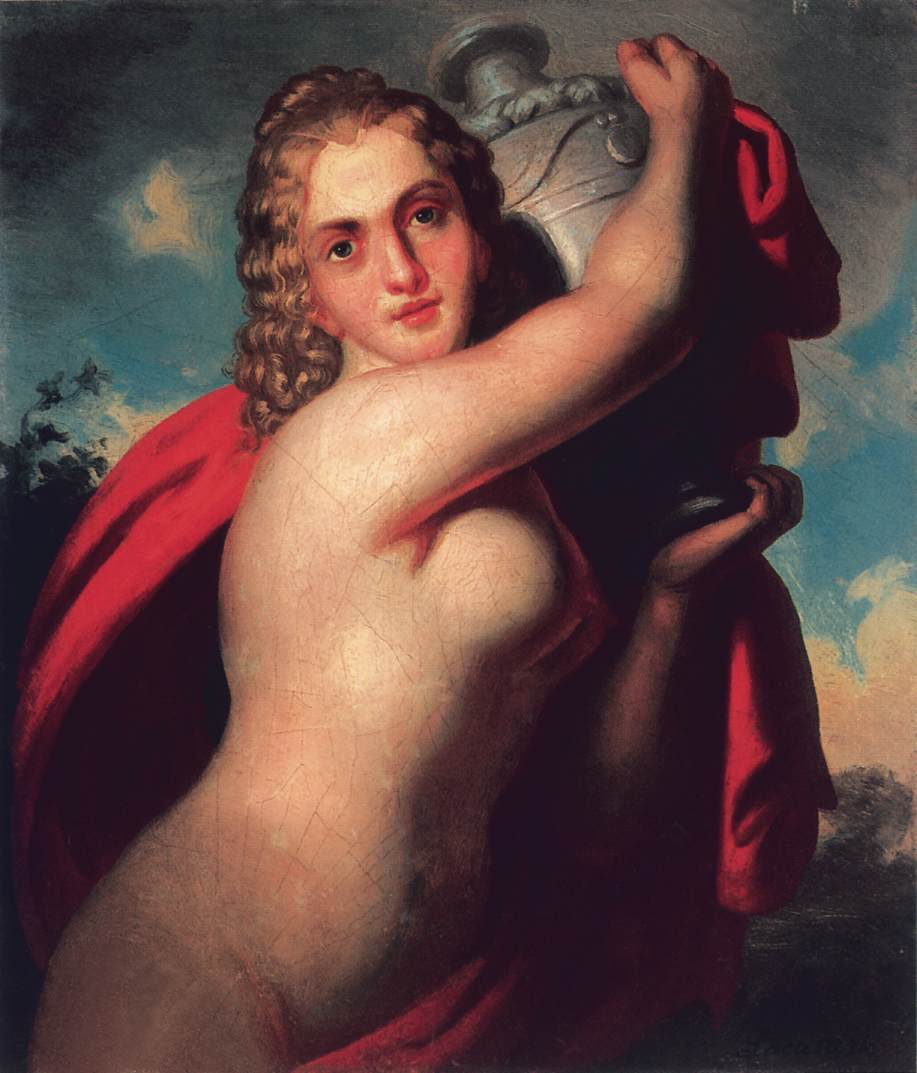
Fürdőző nő (Hébe)

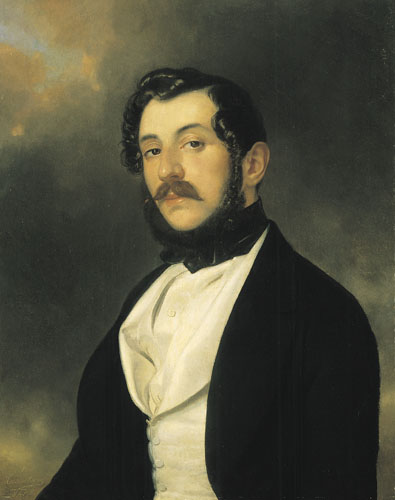
Férfi portré

- Dobozi Mihály menekülése (1830)

- Fürdőző nő (Hébe) (1830)

- Férfi portré (1841)

- A viszontlátás öröme
- Az ifjú Byron